# سپارونه
سپارونه (به ایتالیایی: Sparone) یک کومونه در ایتالیا است که در استان تورین واقع شده‌است. سپارونه ۲۹٫۵ کیلومتر مربع مساحت و ۱٬۱۱۵ نفر جمعیت دارد و ۵۵۲ متر بالاتر از سطح دریا واقع شده‌است.